# Catalina Devandas-Aguilar
Catalina Devandas Aguilar est une avocate costaricaine et ancienne rapporteure spéciale des Nations unies sur les droits des personnes handicapées. Elle occupe ce poste depuis sa création en 2014 à 2020 pour ensuite occuper le poste d’ambassadrice du Costa Rica auprès de l’Onu. Elle a travaillé auparavant pour la Banque mondiale et a participé à l'établissement de la Convention relative aux droits des personnes handicapées avec le Secrétariat des Nations unies. Elle souffre de spina bifida et utilise un fauteuil roulant,.

## Carrière
Catalina Devandas Aguilar a commencé sa carrière d'avocate en 1993 et a travaillé comme juriste jusqu'en 1999.
Elle a déjà été consultante pour la Banque mondiale et a fait partie du Secrétariat des Nations unies qui a établi la Convention relative aux droits des personnes handicapées. En 2009, Catalina Devandas Aguilar a commencé à travailler pour le Disability Rights Advocacy Fund et le Disability Rights Fund. En 2014, elle a été nommée première Rapporteure spéciale des Nations unies sur les droits des personnes handicapées.
Pendant son mandat de rapporteur spécial, elle a voyagé dans de nombreux pays pour déterminer la situation des personnes handicapées. En 2016, Catalina Devandas Aguilar a analysé la situation des personnes handicapées en Zambie Après sa visite, elle a recommandé à la Zambie d'investir dans les droits des personnes handicapées et de prévenir la violence contre les personnes handicapées.
En 2017, elle est devenue le premier membre des Nations unies à se voir accorder une visite en Corée du Nord. Après son voyage en Corée du Nord, elle a signalé qu'elle avait été empêchée de rencontrer plusieurs ministères nord-coréens. Ses recommandations à la Corée du Nord comprenaient l'arrêt du langage discriminatoire contre les Nord-Coréens handicapés et la création de méthodes plus accessibles pour les Nord-Coréens sourds et aveugles.
Elle a également fait partie des experts mandatés par l'Organisation mondiale de la santé pour la formation sur les droits humains en santé mentale, Quality Rights 2019.
Depuis le 15 octobre 2020, elle est ambassadrice du Costa Rica auprès des Nations unies.

## Visite en France
Du 3 au 17 octobre 2017, Devandas-Aguilar a effectué une visite en France métropolitaine et déposé un rapport devant l'Organisation des Nations-Unies, relativement à la situation en rapport avec le respect des droits humains.